# Gabriel Fleszar
Gabriel Amadeusz Fleszar (ur. 27 września 1979 w Złotoryi) – polski muzyk, wokalista i autor tekstów. Członek zespołu Candida.

## Życiorys
W szkole podstawowej uczył się grać na fortepianie i gitarze, a w szkole średniej śpiewał w chórze Państwowego Liceum Muzycznego w Legnicy. W 1998 wraz z przyjaciółmi założył grupę teatralną „300 Chwil Do Deja Vu”, z którą wystawił spektakl 4/4 nagrodzony na Festiwalu Teatrów Amatorskich w Legnicy.
Po wygranej w ogólnopolskich przesłuchaniach wokalistów zorganizowanych przez firmę Universal Music Polska podpisał kilkuletni kontrakt fonograficzny z wytwórnią. Pod szyldem wytwórni wydał trzy albumy: Niespokojny (1999), Niespokojny II (2001) i Pełnia (2003), a pierwszy promował utworem „Kroplą deszczu”, który stał się przebojem. Zagrał także główną rolę w filmie Bogusława Lindy Sezon na leszcza (2000).
Był uczestnikiem pierwszej edycji programu TVP2 The Voice of Poland (2011) i jednym z jurorów w drugiej edycji programu Polsatu Śpiewajmy razem. All Together Now (2019). 8 września 2018 wziął udział w jubileuszu Michała Wiśniewskiego.

### Życie prywatne
Ma syna Miłosza (ur. 2002).

## Dyskografia
Albumy
| 1999                           | Niespokojny - Data: 15 listopada 1999 - Wydawca: Universal Music Polska - Format: CD, MC, digital download | —  |
| 2001                           | Niespokojny II - Data: 28 lutego 2001 - Wydawca: Universal Music Polska - Format: CD, MC                   | 21 |
| 2003                           | Pełnia - Data: 12 maja 2003 - Wydawca: Universal Music Polska - Format: CD, MC                             | 32 |
| "—" pozycja nie była notowana. | |    |

Single
| 1999                           | Kroplą deszczu        | 3 | —  |
| 2000                           | Zatrzymaj mnie proszę | — | 59 |
| 2001                           | Nasza droga donikąd   | 5 | 46 |
| 2001                           | Ciebie nie ma tu      | 4 | 69 |
| 2006                           | Gdy oszalał świat     | 6 | —  |
| 2010                           | Właśnie tak           | 4 | —  |
| "—" pozycja nie była notowana. |                       |   |    |

Gościnnie
| Rok  | Wykonawca/Album                                                  | Utwór                       | Źródło |
| ---- | ---------------------------------------------------------------- | --------------------------- | ------ |
| 2009 | Mezo – Słowo ma moc - Data: 19 kwietnia 2009 - Wydawca: My Music | - Złożoności rzeczywistości | [ 12 ] |